# Cuitegi
Cuitegi este un oraș în Paraíba (PB), Brazilia.